# Hapsidophrys principis
Hapsidophrys principis es una especie de serpientes de la familia Colubridae.

## Distribución geográfica
Es endémica de la isla de Príncipe.